# Česká ženská lobby
Česká ženská lobby, z.s. (ČŽL) je síť organizací, která hájí práva žen v České republice. Spolek byl zapsán v roce 2008. Je jedinou[zdroj⁠?!] organizací, sdružující proženské a feministické organizace v České republice; spojuje 36 členských organizací. Je součástí Evropské ženské lobby, která je největší zastřešovací organizací ženských organizací v Evropské unii a má členy ve 35 členských státech.
Předsedkyně ČŽL je místopředsedkyní Rady vlády pro rovnost žen a mužů. ČŽL je garantem českého příspěvku platforem k cílům pro udržitelný rozvoj.

## Cíle
- přenášet skutečné problémy žen na politickou úroveň,
- zlepšovat podmínky žen ve společnosti,
- posilovat postavení znevýhodněných skupin žen.

## Organizační struktura
Česká ženská lobby má komplexní vnitřní strukturu organizace. Nejvyšším orgánem spolku je Valná hromada. Valnou hromadu tvoří pověření/é zástupci/kyně z členských organizací, kteří/é na Valné hromadě jednají jejich jménem. Dalším orgánem spolku je Výkonný výbor, který volí Valná hromada z řad členských organizací, skládá se z předsedkyně, místopředsedkyně a alespoň dvou dalších volených členek/ů. Sekretariát spolku tvoří výkonnou složku spolku a sídlí v Praze.

## Seznam členských organizací
Mezi členské organizace České ženské lobby patří:
- ACORUS
- Aliance žen s rakovinou prsu
- APERIO – Společnost pro zdravé rodičovství
- Asociace pro porodní domy a centra (APODAC)
- Business & Professional Women CR
- Česká asociace dul
- Česká komora porodních asistentek
- Českomoravská asociace podnikatelek a manažerek
- Český helsinský výbor
- Český svaz žen
- EKS
- Ekumenická akademie Praha
- Fórum 50 %
- Fórum žen
- Gender & sociologie SOÚ AV ČR, v.v.i.
- Gender Studies
- Genderové informační centrum NORA
- Hnutí za aktivní mateřství
- Konsent
- Nadace Krása pomoci
- Manushe, Slovo 21
- MINERVA21
- Nadační fond Propolis 33
- Národní kontaktní centrum – gender a věda
- NESEHNUTÍ
- Neslyšící ženy v ČR
- Otevřená společnost
- Ozvi se! / HollaBack! Czech
- Porodní dům "U Čápa"
- ProFem – centrum pro oběti domácího a sexuálního násilí
- Prostor pro rodinu
- Rodinné centrum PEXESO
- ROSA – centrum pro ženy, z.s.
- ROZALIO
- Sdružení pro integraci a migraci
- SPIRALIS
- STAMP - Středočeská asociace manažerek a podnikatelek
- Unie porodních asistentek
- Zakroužkuj ženu
- Ženy s.r.o
- Ženy v právu